# 紀南看護専門学校
紀南看護専門学校（きなんかんごせんもんがっこう）は、和歌山県田辺市新庄町にある看護専門学校。公立紀南病院組合が運営し看護師養成を目的とする学校である。

## 沿革
- 1953年 - 紀南病院付属高等看護学院として開校
- 1958年 - 社会保険紀南綜合病院付属高等看護学院に改称
- 1977年 - 社会保険紀南看護専門学校に改称
- 2014年 - 年金・健康保険福祉施設整理機構から公立紀南病院組合に施設が引き渡され、紀南看護専門学校に改称。
- 2017年 - 新校舎竣工・新築移転（紀南病院敷地内）

## 学科
- 看護学科（3年制・1学年 定員40名）

## 所在地
- 〒646-0011

和歌山県田辺市新庄町225番地の135